# Powałczyn
Powałczyn (dawniej Powalczin, w latach 1938–1945 Schönhöhe) – wieś w Polsce położona w województwie warmińsko-mazurskim, w powiecie szczycieńskim, w gminie Świętajno. W latach 1975–1998 miejscowość administracyjnie należała do województwa olsztyńskiego.
Mała wieś mazurska z zachowaną zabudową drewnianą.
Wieś założona w 1765 r. przez Fryderyka Wielkiego. Murowaną szkołę wybudowano pod koniec XIX w., następnie rozbudowano w 1935 r. W 1938 r. w ramach akcji germanizacyjnej zmieniono urzędowa nazwę miejscowości na Schönhöhe.